# Avgrunden (film, 1910)
Avgrunden (danska: Afgrunden) är en dansk erotisk melodramafilm från 1910 i regi av Urban Gad och med Asta Nielsen i huvudrollen. Avgrunden var Nielsens filmdebut och blev ett stort genombrott, mycket tack vare hennes tillbakahållna spelstil och sensuella utstrålning. Filmen var en stor kommersiell framgång och blev konstnärligt stilbildande.

## Handling
Filmen handlar om en pianolärarinna som är förlovad med en prästson, men rymmer med en cirkusartist och sedan blir utnyttjad hänsynslöst. 

## Rollista
- Asta Nielsen – Magda Vang
- Robert Dinesen – Knud Svane, prästson, ingenjör
- Poul Reumert – Rudolph Stern, cirkusartist
- Oscar Stribolt – den tjocke servitören
- Hulda Didrichsen – pastorinnan Svane
- Hans Neergaard – pastor Peder Svane/poliskonstapel
- Emilie Sannom – Lilly d'Estrelle, varietésångerska
- Johannes Fønss – gäst på restaurangen
- Arne Weel – gäst på restaurangen